# Luanti
Luanti (ранее Minetest, изначально Minetest-c55) — свободный воксельный игровой движок, вдохновлённый Infiniminer и Minecraft, с открытым исходным кодом написанный на языке C++ и включающий интерпретатор языка Lua и платформу цифрового распространения видеоигр для этого движка и модов для них.
Он был создан в 2010 году Пертту Ахолой, также известным как celeron55, и с тех пор Luanti развивается сообществом. Luanti выпускается под копилефтной лицензией LGPLv2.1 и новее, что позволяет каждому участвовать в улучшении движка.
Luanti — намеренно не готовая игра, а движок, в который пользователь может загрузить крупные "игры", которые в свою очередь состоят из наборов "модов" (модификаций). Некоторые игры созданы только для сетевой игры, а другие — только для локальной. Игры на движке Luanti доступны на Windows, macOS, GNU/Linux, FreeBSD, OpenBSD, DragonFly BSD, Android.

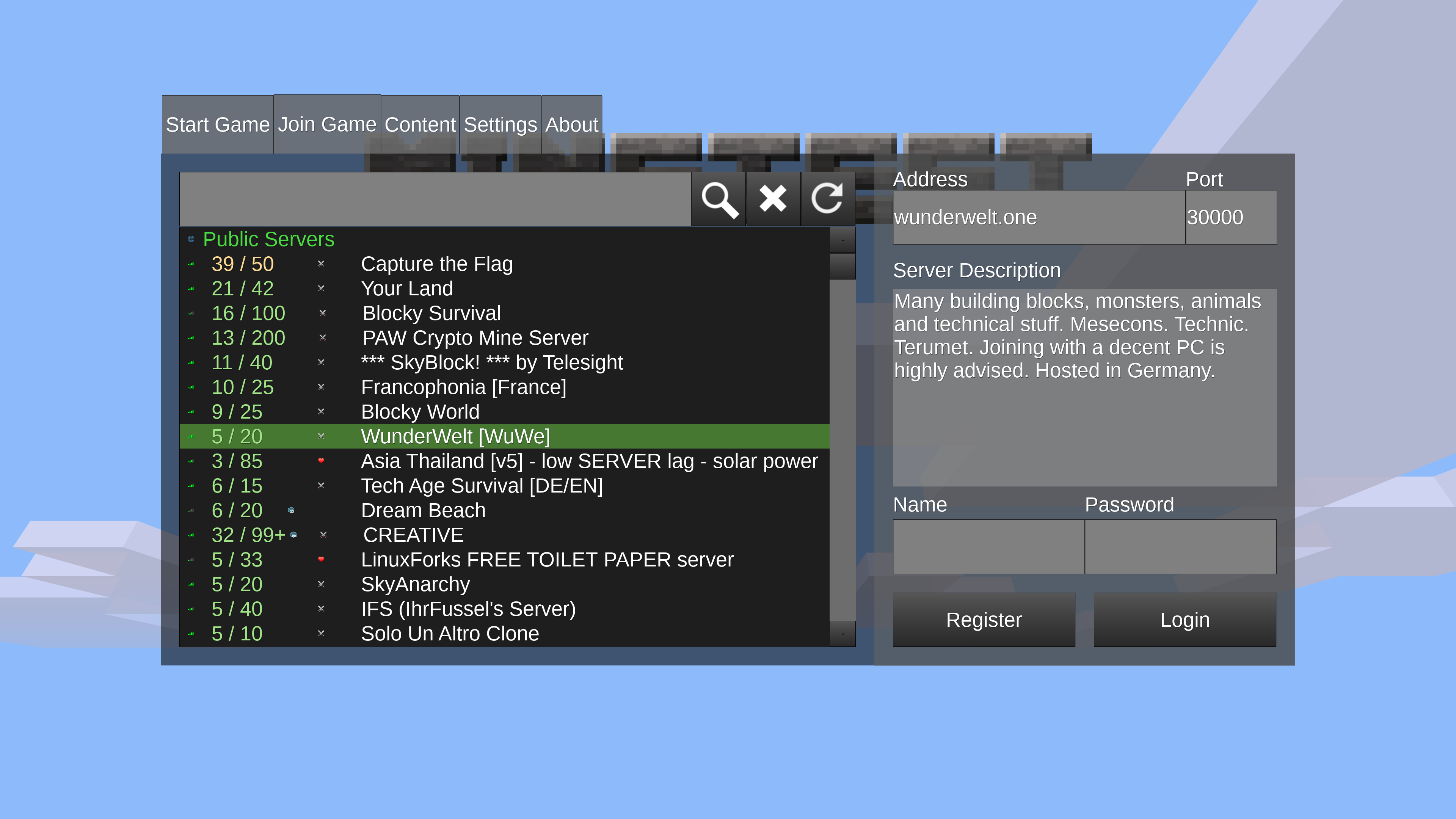
Меню подключения к пользовательской игре

Одной из единственных игр, которая ранее поставлялась по умолчанию, являлась § Minetest Game, она добавляет в движок некоторые возможности, делающих её отдаленно похожей на Minecraft, однако в намеренно упрощенной форме, для того чтобы игрок мог заменять их по своему усмотрению на более серьёзные. «Minetest Game» с версии 5.8.0 больше не поставляется по умолчанию. Другой ранее поставляемой по умолчанию игрой являлась «Development Test». Она предназначена исключительно для тестирования разработчиками движка и модов. По этой причине в версии 5.7.0 эта игра перестала поставляться по умолчанию с движком.
Luanti реализует архитектуру клиент-сервер, и в неё можно играть как в одиночку, так и в многопользовательском режиме. Игрок, начинающий новую игру, может выбирать между игрой в одиночном режиме или хостингом сервера, к которому могут подключаться другие игроки Luanti. Для запуска многопользовательского сервера достаточно поставить галочку на вкладке выбора локального игрового мира, выбрать себе логин и пароль и при необходимости указать порт сервера. Все публичные сервера имеют свой набор модов.
До октября 2024 года движок носил название Minetest. Затем после ребрендинга он был переименован в Luanti.

## Игры
Игра на движке «Luanti» — это комплект модов, конфигурационных файлов и таких ресурсов как текстуры и звуки, ставящий своей задачей предоставить игрокам цельный игровой опыт „из коробки“. Любой мир в «Luanti» создаётся на базе какой-либо игры и какого-либо мапгена. Игры публикуются на форуме и в базе данных ContentDB.
На данный момент поставляется более 100 игр, скачиваемых непосредственно из игрового меню.
Однако часть из них не проработана достаточно для интересного игрового опыта, а то и вовсе не предназначена для игры, или нужны только для тестирования модов, или создания других игр на их основе.
Типичные черты большинства игр, основанных на движке «Luanti»:
Все игры на движке Luanti генерируют трёхмерный мир, состоящий из кубических клеток, называемых вокселями, а в терминологии Luanti — нодами (по‐английски «node»).
Такие ноды в «Майнкрафте» называются блоками.
Размером каждая нода примерно 1 м³ в почти всех играх, но в некоторых играх ноды мельче.
Каждая нода состоит из одного материала или вещи, например: вода, водоросль, булыжник, лава, древесина, кровать, факел, тыква.
„Пустые“ ноды считаются состоящими из воздуха.
В одном месте может располагаться только одна нода;
из-за этого ограничения движка, когда, например, вода соседствует с факелом, она либо обтекает его не гася, либо убирает его, но не смачивает.
Игроки обычно управляют персонажами-людьми (хотя в некоторых играх можно играть даже за жучка).
Ноды определённых типов персонаж игрока может попытаться добыть (по‐английски «to mine») долго зажимая левую кнопку мыши на этой ноде.
Успешно добытые ноды подбираются игроком в инвентарь своего персонажа, их можно переносить с собою, располагать в другом месте мира, и вновь добывать.
Некоторые ноды возможно добыть только держа в руке специальный инструмент, например, ножницы или улучшенную кирку.
Игры могут блокировать добычу любых нод, даже всех.
Некоторые игры (например, § NodeCore) отключают инвентарь, хотя в большинстве игр он доступен.
Миры для любой игры генерируются движком

при помощи встроенных в движок генераторов мира, называемых мапгенами (по‐английски «mapgen»).
Обычно можно выбрать один из нескольких мапгенов по вкусу игрока при создании нового мира.
Но игры могут работать не со всеми мапгенами — у некоторых выбор меньше.
Генерируется мир не превышающий размером 62 тысячи нод по высоте, долготе и широте, но мапген делает его не весь целиком, а только в посещённой местности.
Когда игрок приводит своего персонажа в неразведанную местность, мапген вычисляет новые ноды в окрестностях по псевдослучайных формулах, основанных на трёхмерных либо двухмерных шумах Кена Перлина.
Отложенная генерация помогает экономить компьютерную память.
Сутки почти во всех играх длятся двадцать минут по умолчанию, но это настраивается игроком.
Бывают игры без смены времён суток. Узнать, сколько времени, можно командой /time в консоли.
Большинство игр никогда не заканчиваются сами.
В них при возникновении ситуации когда персонаж игрока погибает, он сколько угодно раз респавнится в месте спавна, возможно теряя носимое имущество.
Если игра пройдена, можно самостоятельно нажать кнопку выхода или продолжать оставаться в игровом мире.
Игровой процесс сохраняется непрерывно в файлы мира, поэтому после выхода можно вернуться в то же самое состояние.
Запускать игры обычно можно с такими режимами:
Творческий режим
предназначен для предоставления игрокам бесконечных ресурсов.
Включить урон
определяет, могут ли персонажи игроков получать урон от опасностей окружающей среды и других игроков.
Захостить сервер
к серверу смогут подключаться другие игроки указав его сетевой адрес и порт.
У некоторых игр возможность выбора этих режимов выключена.
Если режим доступен, можно его переключать даже после генерации мира.
Все игры предоставляют доступ к отладочной консоли являющейся также чатом.
Будучи администратором сервера, в чат можно ввести команду /grantme all дающую читерские привилегии пользоваться режимами полёта, прохождения сквозь стены, быстрого бега, и другими.
Команда /help покажет список всех команд.
Выводя отладочную информацию на экран, можно в любой игре глядеть координаты своей позиции в пространстве.
Это бывает удобно, чтоб не заблудиться, особенно, если отображение миникарты заблокировано игрой или модом.
Миникарта (если есть) отображает вид сверху или плотность материи приблизительно на той глубине, где персонаж; знание плотности вокруг себя весьма упрощает поиск неоткрытых пещер.
Все игры и моды программируются на интерпретируемом языке Lua.
Cуществует компилятор из TypeScript в Lua, позволяющий программировать игры Luanti и на TypeScript тоже.
Движку «Luanti» присуща утечка памяти, особенно интенсивно проявляющаяся в § mineos.
Начат независимый проект переписывания частей движка на типобезопасный язык Rust, что может предотвратить утечки.
Хотя «Luanti» — движок трёхмерный, на его основе делают и двухмерные игры:
§ PRANG! и § mineos, намеренно игнорирующие воксельные возможности.
Таковое использование не предусмотрено заранее и удивило разработчиков.

### Tutorial
«Tutorial» («Руководство») — это миниигра в учебном за́мке, обучающая управлению и основным правилам, при помощи поясняющих табличек игра учит, как двигаться, добывать ресурсы, крафтить из них инструменты, строить и т. д.
Игра пока не переведена на русский язык.
Хотя играть можно и на сенсорном экране под «Андроидом», но руководство объясняет управление только для ПК клавиатурой и мышью.
Игра считается пройденной, когда найдены все золотые слитки разложенные по за́мку, но, разумеется, можно прекратить и раньше, и позже.
.

### Mineclonia, форк отVoxeLibre, клонMinecraft
Три игры: «Mineclonia», «VoxeLibre» и «MineClone 5» являются похожими форками друг друга и довольно точно повторяют игровые механики проприетарной игры «Minecraft».
Возможен перенос созданных миров между этими форками при помощи простой правки конфигурационного файла.
Кроме того, существует программное обеспечение для переноса миров из «Minecraft» в «VoxeLibre»/«Mineclonia».
- «Mineclonia» является наиболее новым и стабильным ответвлением от «Mineclone2» с самыми низкими системными требованиями и с некоторыми улучшениями.[cDB 2]
- «VoxeLibre» — это самая скачиваемая игра под движок «Luanti», средней стабильности. Ранее называлась MineClone2, но затем в апреле 2024 года была переименована. Её разрабатывал и поддерживал участник Wuzzy до 2021 года, когда он покинул проект.[cDB 3]
- «MineClone 5» — разрабатывавшееся в 2021‒2023 годах нестабильное ответвление от «VoxeLibre», ранее обновляемое более часто и без обратной совместимости[f 1]. Его делали для клонирования самых новых версий «Майнкрафта», когда «MineClone2» воспроизводил версию 1.12. На данный момент его разработка прекращена, и оно уже́ не имеет преимуществ перед «VoxeLibre», который тоже начал воспроизводить новые версии «Майнкрафта». Ныне нельзя скачать из игрового меню.

### Minetest Game
«Minetest Game», также называемая «MTG» — это игра-„песочница“ без монстров и животных, очень долгое время (2014‒2023) поставлявшаяся вместе с движком «Luanti», а не отдельно, и предназначенная для демонстрации возможностей движка и предоставления ресурсов по‐умолчанию для других игр.

Она до сих пор является популярной основой для создания других игр и многих модов, хотя некоторые разработчики говорили, что желают больше разнообразия игр, чтобы другие люди создавали игры и моды не основанные на «Minetest Game».
Чтобы играть в «Minetest Game» было интересно, на неё почти всегда устанавливают много — даже более трёхсот — разных модов по вкусу игроков, добавляющих животных и многие другие возможности.
Подборка модов поверх«Minetest Game» может публиковаться даже как отдельная игра.
Таковыми являются, например: 
 MeseCraft, 
 WhyNot?, 
 Regnum, 
 Regnum 2, 
 Voxelgarden, 
 Minetest Extended, 
 A Planet Alive, 
 Asuna, 

и другие.
  

### MinetestGame Jam
«Minetest Game Jam» («Варенье майнтестных игр») — это ежегодный конкурс с небольшими призами по созданию за три недели новой майнтестной игры на заданную тему.
После трёх недель принимаются лишь малые поправки, и начинается недельный сбор оценок от жюри и от сообщества.
Призовой фонд распределяется между тремя местами.

#### 2023MinetestGame Jam
1‒21 декабря 2023 года проводился третий конкурс «2023 Minetest Game Jam», в котором соревновались 14 игр.
Темой конкурса стала: «Неожиданное».
Призы достались играм § Citadel, § The Velvet Crystal, § The Unexpected Gambit.

##### Citadel
«Citadel» («Цитадель») — головоломка для одиночной игры с путешествием во времени авторства _Irevol_, занявшая первое призовое место в «2023 Minetest Game Jam».

##### The Velvet Crystal
«The Velvet Crystal» («Бархатный кристалл») — одиночная игра авторства regulus, занявшая второе призовое место в «2023 Minetest Game Jam».
Цель игры: восстановить утраченный кристалл и вернуть свет в мир.

##### The Unexpected Gambit
«The Unexpected Gambit» («Неожиданный гамби́т») — игра авторства NO11 и Flederossi, занявшая третье призовое место в «2023 Minetest Game Jam».
Это шахматы с объёмными фигурами, в которые можно играть против компьютера или против другого человека.
Можно выбрать два варианта шахмат:
- Классические шахматы.
- Шахматы, в которых иногда случаются неожиданные изменения, например, пропадает случайная фигура, добавляется случайная фигура, две фигуры меняются местами, возвращается прошлая позиция на доске, или настаёт ночное время суток.

##### Shadow forest
«Shadow forest» («Лес теней») — игра авторства Wuzzy, занявшая четвёртое место (непризовое) в «2023 Minetest Game Jam».
Автору не понравилась тема конкурса и по его собственному заявлению, он сделал игру, где весьма мало неожиданного.
Сначала он собирался делать «Shadow forest» в жанре хоррора, но переделал.
Цель: играя за Волшебника света найти и уничтожить источник тьмы и вернуть свет в лес, захваченный Тенями и проклятый вечной тьмой.

##### mineos
«mineos» — игрушечная операционная система авторства jordan4ibanez, занявшая пятое место в «2023 Minetest Game Jam».

#### 2022MinetestGame Jam
1‒21 ноября 2022 года проводился второй конкурс «2022 Minetest Game Jam», в котором соревновались 13 игр.
Темами конкурса стали: «Space» («космос», «пространство»), «секреты», «история».
Призы достались играм § Glitch, § Piranesi, § The secret story of spacetravel.  § SlideSpace была объявлена победителем сообщества.

##### Glitch
«Glitch» («Глюк») — одиночная игра авторства Wuzzy, занявшая первое призовое место в «2022 Minetest Game Jam».

##### Piranesi
«Piranesi» («Пиранези») — сложный квест жанра побега из комнаты для одиночной игры авторства iarbat (PiDemon), занявшая второе призовое место в «2022 Minetest Game Jam».

Игра заброшена сразу после конкурса и не работает с новой версией движка «Minetest», поэтому другой разработчик Warr1024 делает ремэйк «Проект Реставрации Пиранези».

##### The secret story of spacetravel
«The secret story of spacetravel» («Тайная история космического путешествия») — приключенческая ролевая игра Натана Салапата, занявшая третье призовое место в «2022 Minetest Game Jam».
Цель игры: исследовать заброшенный космический корабль, чтоб узнать, что случилось с экипажем.

##### SlideSpace
«SlideSpace» — головоломка для одиночной игры авторства MisterE, объявленная победителем сообщества (без приза) в «2022 Minetest Game Jam».
В этой игре запущенные в движение предметы остаются в движении, пока не столкнутся с препятствием.

##### Klots
«Klots» — логические головоломки для одиночной игры авторства Warr1024, занявшие высокое место в «2022 Minetest Game Jam», но не получившие приза.

#### 2021MinetestGame Jam
1‒21 декабря 2021 года проводился первый конкурс «2021 Minetest Game Jam», в котором соревновались 25 игр.
Тематика игр на этом конкурсе неограничена, однако для следующих конкурсов было решено задавать тему, чтобы нельзя было долго делать игру, которую следует делать три недели.
Призы достались играм § Alter, § Subway Miner, § Little Lady.
Призовой фонд был бо́льшим, чем на последующих конкурсах.

##### Alter
«Alter» («Иной») — головоломка для одиночной игры авторства yaman, занявшая первое призовое место в «2021 Minetest Game Jam».

##### Subway Miner
«Subway Miner» («Шахтёр метрополитена») — вдохновлённая платформером «Subway Surfers» бесконечная гонка для одиночной игры авторства AFCM, занявшая второе призовое место в «2021 Minetest Game Jam».

##### Little Lady
«Little Lady» («Маленькая коровка») — одиночная игра про лазающую по растениях божью коровку авторства Just_Visiting (ExeVirus), занявшая третье призовое место в «2021 Minetest Game Jam».

##### Blockbomber
«Blockbomber» («Блокбомбардировщик») — многопользовательская игра на выбывание авторства MisterE и threehymns, занявшая четвёртое место (непризовое) в «2021 Minetest Game Jam».
Клон «Bomberman».

## Дополнения
Из-за модульности Luanti существует большое количество модов и пакетов текстур, что позволяет игрокам значительно разнообразить игру. Моды не обязательно меняют что-либо уже существующее, они могут добавлять новые механики, а также взаимодействовать с другими модами, поэтому более логично под "модом" следует понимать "модуль".
Моды могут быть объединены в "модпаки" — сборки модов. Посмотреть список установленных модов можно, введя команду /mods в консоли. Моды, сделанные для одной игры могут не работать в другой.
Существуют моды, позволяющие
создавать космические корабли (Jumpdrive),
создавать логические схемы (Mesecons),
системы транспортировки (Pipeworks),
программирование (Digilines),
техническую автоматизацию (Basic Machines,
Technic),
биомы (Cave realms,
Everness,
Ethereal NG),
компьютеры (Laptop),
животных (Animalia,
Mobs animal,
Petz).
Моды также могут предоставлять свои собственные API для модов (Creatura,
Edit Skin,
Mobkit).
Моды к игре пишутся на скриптовом языке Lua и также доступны к написанию всем желающим.
Также есть возможность программировать прямо в игре (Lua Controller из мода Mesecons/Digiline).
Текстуры могут менять внешний вид и эстетику игр на Luanti. Наборы текстур создаются путём замены файлов с оригинальными текстурами одноимёнными файлами с изменёнными текстурами. Размер наборов текстур варьируется от 8px до 1024px. Существуют наборы текстур, позволяющие придать игре реалистичный вид (SharpNet Photo Realism, Realistic),  эстетику Minecraft (REFI Textures)
Форматы распространения изменений:
- Текстуры[f 5]).
- Моды (плагины)
  - работающие на стороне сервера[f 6].
  - работающие на стороне клиента[f 7].

Кроме форума дополнения публикуются в базе данных ContentDB

## Разработка
Luanti был первоначально выпущен в ноябре 2010 года под проприетарной лицензией. Вскоре после этого лицензия была изменена на лицензию GPL-2.0 или более позднюю. По соглашению между основными участниками в июне 2012 года лицензия проекта должна была быть изменена на LGPL-2.1 или более позднюю, хотя в то время небольшие части все ещё оставались под лицензией GPL-2.0 или более поздней версии. В сентябре 2013 г. переход был завершен. В то время как LGPL-2.1 или более поздняя версия остается основной лицензией для ядра Luanti, другие свободные лицензии с открытым исходным кодом используются для различных других частей последней версии. Вначале Luanti был экспериментом Пертту Ахолы, с целью воспроизвести Minecraft Alpha. С тех пор этот проект постепенно превратился в игровой движок.
Пертту Ахола был единственным разработчиком, работавшим над проектом около шести месяцев, пока Киаран Гултниекс не начал вносить свой вклад в мае 2011 года. Список участников рос и менялся с годами. По состоянию на 4 декабря 2023 года насчитывается 12 активных основных разработчиков и 13 активных участников. Участники проекта не имеют установленных ролей, а скорее ведут свою деятельность в рамках своих соответствующих областей знаний. Роль Пертту Ахола менялась с годами: если первоначально это была разработка движка, то теперь это в основном веб-хостинг и администрирование, назначение основного разработчика, модератора и других ролей людям, а также последнее слово в тех случаях, когда другие разработчики не в состоянии вынести решение.

## Применение в сфере образования
Luanti использовался в образовательной среде для обучения таким предметам, как математика, программирование и науки о Земле.
Примеры:
В 2017 году во Франции Luanti использовался для обучения исчислению и тригонометрии.
В Федеральном университете Санта-Катарины в Бразилии Luanti использовался для обучения программированию в варианте под названием MineScratch.
В 2018 году для лабораторного обучения и ученичества (EDA) в Парижском университете Декарта Luanti использовался для обучения наукам о жизни и Земле учащихся 6-го класса, которые не могли наблюдать некоторые явления лично, но могли испытать их в виртуальном мире Luanti.

## Упоминания
- 3  место в чарте  платных программ для  Ipad
- "5 причин, почему бесплатный Minetest лучше Minecraft" - статья на Trashbox
- #Minetest - лента статей на портале LINUX.ORG.RU

### Комментарии
1. ↑  Даже если игра генерирует мир самостоятельно без помощи движка, или в игре не нужно никакого ландшафта, то всё равно запускается движковый мапген «singlenode», заполняющий все окрестности нодами воздуха, а игра поверх него расставляет свои ноды.